# Kummerower See
De Kummerower See is een meer gelegen tussen Malchin, Dargun en Demmin in de Landkreis Mecklenburgische Seenplatte in de Duitse deelstaat Mecklenburg-Voor-Pommeren. Het meer is gevormd in het geologische Weichselien tijdvak.
Het meer heeft een oppervlakte van 32,55 km² en is daarmee het op zeven na grootste van Duitsland. De Peene doorstroomt het meer. Door het geringe verval van de Peene ligt het meer slechts zo'n 30 cm boven het zeepeil, en wordt het beïnvloed door wijzigingen in de waterstand van de Oder en in het Oderhaf en de Pommerse Bocht. 
Plaatsen langs het meer zijn Kummerow, Sommersdorf, Verchen en Gravelotte.  Er is toeristische scheepvaart op het meer.
In de 13e eeuw waren de visserijrechten op het meer voorwerp van een strijd tussen de stad Demmin en de kloosters van Dargun en Verchen, waarbij de kloosters het gebruik van vervalste oorkonden niet schuwden.